# Piero Gratton
Piero Gratton (Milano, 7 settembre 1939 – Campagnano di Roma, 3 aprile 2020) è stato un designer italiano.

## Biografia
Dopo gli studi presso il liceo artistico di via di Ripetta a Roma, entrò in Rai dove lavorò per il successivo quarto di secolo; dopo la riforma del 1975 divenne responsabile del gruppo di grafica dei servizi giornalistici del neonato TG2, per il quale fu anche inventore, l'anno seguente, del primo logo della testata. Negli stessi anni, per la televisione creò anche le sigle delle trasmissioni Dribbling, Domenica Sprint, Odeon. Tutto quanto fa spettacolo e TG2 Dossier, e più avanti di Tribuna politica e Tribuna elettorale.
La sua notorietà si deve all'ambito sportivo, dove tra gli anni 70 e 80 del Novecento si rese protagonista con diversi logotipi, in special modo per il calcio e in misura minore per il nuoto, il ciclismo e la ginnastica artistica. Il suo lavoro più noto è il «Lupetto» della Roma, disegnato nel 1978, rimasto in uso come stemma sociale sino al 1997 e tuttora parte della simbologia romanista; a fianco di tale marchio, negli stessi anni Gratton, tifoso giallorosso, ridisegnò l'intera identità societaria del club capitolino dando vita a un progetto grafico rimasto tra i più innovativi e apprezzati nella storia del calcio italiano.
Dopo questa fase collaborò con Pouchain, all'epoca tra gli sponsor tecnici più presenti nel calcio italiano, per conto della quale ripensò l'identità di numerose formazioni al tempo vestite dall'azienda reatina: tra queste, cosa singolare per un disegnatore di fede romanista, ci fu anche la Lazio, dove Gratton contribuì alla creazione dell'«Aquilotto» brevemente sfoggiato dai biancocelesti tra il 1979 e il 1982, oltre ad Ascoli, Cesena, Palermo, Pescara, Udinese e soprattutto il Bari, per cui inventò un altro simbolo rimasto nell'immaginario sportivo nazionale, il «Galletto» obliquo adottato ininterrottamente dalla società pugliese dal 1979 al 2014.
A livello istituzionale, il suo primo lavoro a tema sportivo era stato in occasione dei campionati europei di atletica leggera di Roma (1974). In seguito fu autore del biglietto della finale di Coppa dei Campioni 1976-1977 a Roma, di marchio e mascotte per il campionato d'Europa 1980 in Italia, operò un redesign del logo della UEFA (1983) e creò logotipi per i campionati europei di ginnastica ritmica di Firenze (1986), per il campionato del mondo di ciclismo su pista di Palermo (1994) e per i campionati europei di atletica leggera paralimpica di Grosseto (2016). Disegnò inoltre la confezione del marchio di sigarette Mundial commercializzate da MS in occasione del campionato del mondo 1990 in Italia.
Al di fuori dello sport, si occupò di iniziative editoriali per diverse aziende quali la Esso, il Banco di Napoli, la Carispaq, la Pfizer e la Selenia-Elsag; inoltre lavorò ancora per i Monopoli di Stato ideando la confezione del sigaro Toscano. Svolse la sua professione di graphic designer nella società RPMG di Michelangelo Gratton anche proprietaria del brand Ability Channel, web TV sulla disabilità per il quale ideò e disegnò sia il marchio sia la mascotte Oscar.